# اولگا سن هوان
اولگا سن هوان (انگلیسی: Olga San Juan؛ ۱۶ مارس ۱۹۲۷ – ۳ ژانویهٔ ۲۰۰۹) یک هنرپیشه اهل ایالات متحده آمریکا بود. وی بین سال‌های ۱۹۴۳ تا ۱۹۶۰ میلادی فعالیت می‌کرد.
از فیلم‌ها یا برنامه‌های تلویزیونی که وی در آن نقش داشته است می‌توان به صدای سوم اشاره کرد.

## مرگ
سلامتی سن هوان پس از سکته مغزی در دهه 1970 شروع به از بین رفتن کرد. او در 3 ژانویه 2009 بر اثر نارسایی کلیه در مرکز پزشکی پراویدنس سنت جوزف در بربنک، کالیفرنیا درگذشت.